# George Edward Younghusband
George Edward Younghusband, britanski general, * 10. november 1896, † 27. januar 1970.